# 펠릭스 사본
펠릭스 사본 파브레(스페인어: Félix Savón Fabre, 1967년 9월 22일~)는 쿠바의 권투 선수이다. 역사상 가장 위대한 아마추어 복싱 선수 중 한 명으로 간주되며 1992년부터 2000년까지 올림픽 복싱 헤비급에서 3번 연속(1992, 1996, 2000)으로 우승했으며, 세계 선수권 대회 6회 우승을 달성했다.